# Mahie Gill
Rimpy Kaur Mahie Gill, nom de scène Mahie Gill, née le 19 décembre 1975 à Chandigarh, est une actrice du cinéma indien, travaillant dans les industries cinématographiques de Bollywood et de Pollywood,. Elle est surtout connue pour son rôle de Paro dans le film hindi Dev.D, d'Anurag Kashyap, qui a été acclamé par la critique et qui est une adaptation moderne de Devdas, le roman bengali de Saratchandra Chattopadhayay. Elle a également remporté le Filmfare Critic's Award de la meilleure prestation, en 2010. Elle a commencé sa carrière dans des films punjabi avant de faire ses débuts à Bollywood avec Dev.D.
Elle s'est ensuite fait connaître après avoir interprété Madhavi Devi, une épouse sexuellement frustrée dans Saheb, Biwi Aur Gangster (en), ainsi que dans sa suite, Saheb, Biwi Aur Gangster Returns (en).